# Veliki deltoidni heksekontaeder
| Veliki deltoidni heksekontaeder                           | Veliki deltoidni heksekontaeder                      |
| --------------------------------------------------------- | ---------------------------------------------------- |
|                                                           |                                                      |
| Vrsta                                                     | zvezdni polieder                                     |
| Elementi                                                  | F = 60, E = 120, V =62 ({\displaystyle \chi \,} = 2) |
| Grupa simetrije                                           | Ih, [5,3], *532                                      |
| Indeksi                                                   | DU67                                                 |
| nekonveksni veliki rombiikozidodekaeder (dualni polieder) |                                                      |

Veliki deltoidni heksekontaeder je nekonveksni izoederski polieder. Je dualno telo nekonveksnega velikega rombiikozidodeedra. Na pogled je enak kot veliki rombidodekakron. Ima 60 sekajočih se križnih štirikotnih stranskih ploskev, 120 robov in 62 oglišč.
Imenujemo ga tudi veliki strombski heksekontaeder. 